# Amorots-Succos
Amorots-Succos è un comune francese di 233 abitanti situato nel dipartimento dei Pirenei Atlantici nella regione della Nuova Aquitania.
Il comune attuale è stato creato il 16 agosto 1841 con l'unione dei comuni di Amorots e di Succos.

## Società

### Evoluzione demografica
Abitanti censiti

## Galleria d'immagini

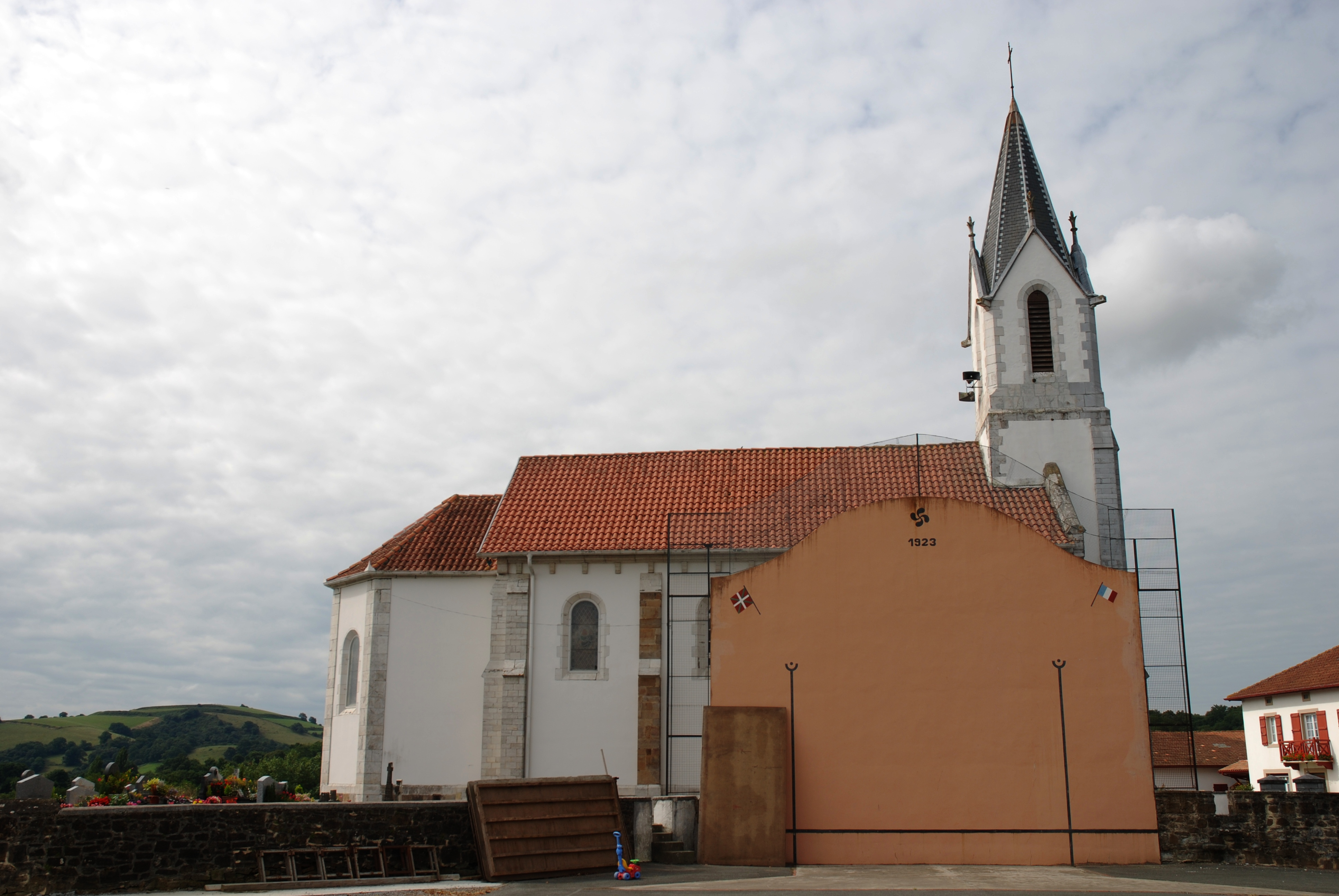
La chiesa di Santa Lucia con il cimitero ad Amorots e il frontone.
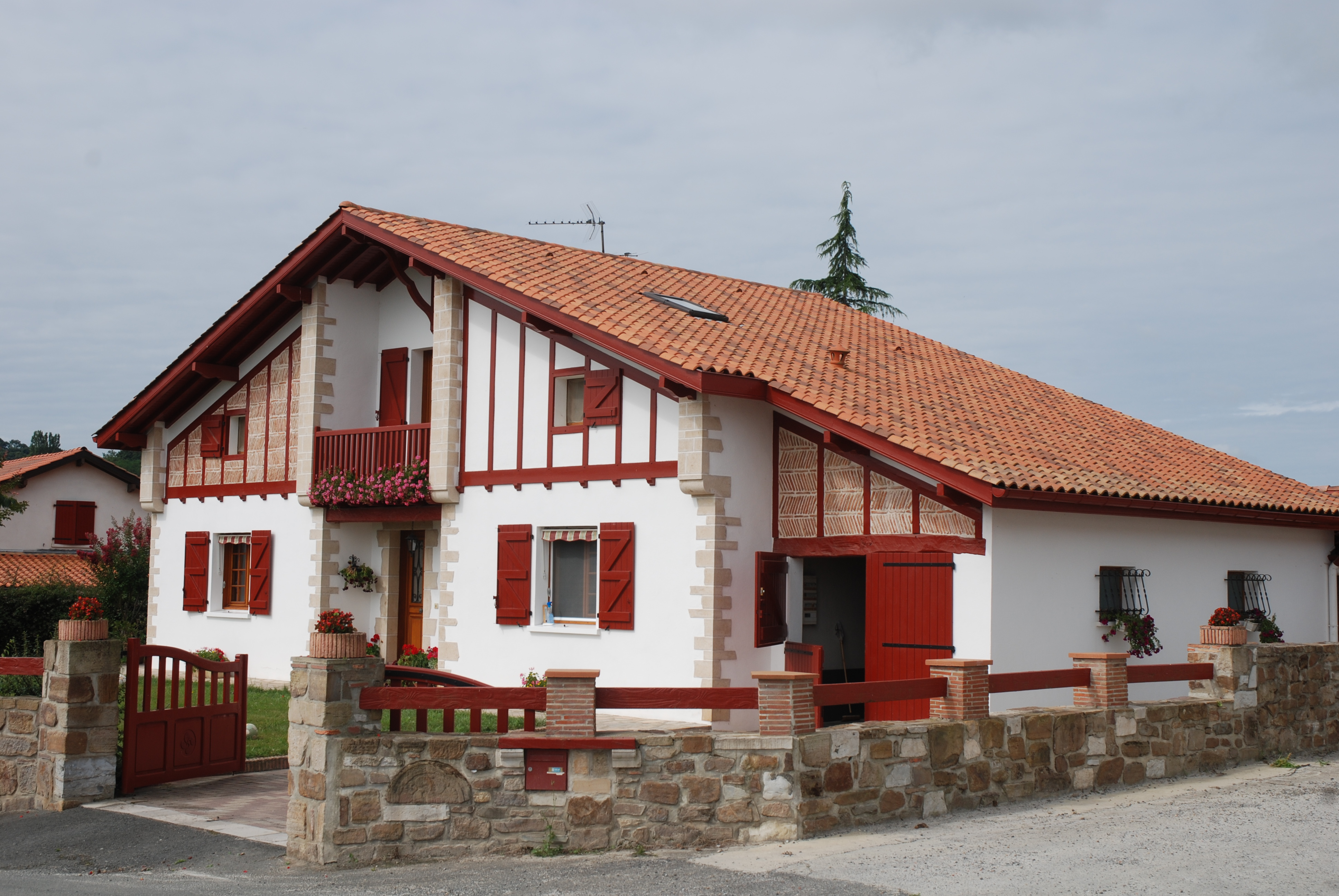
Una fattoria di Amorots.
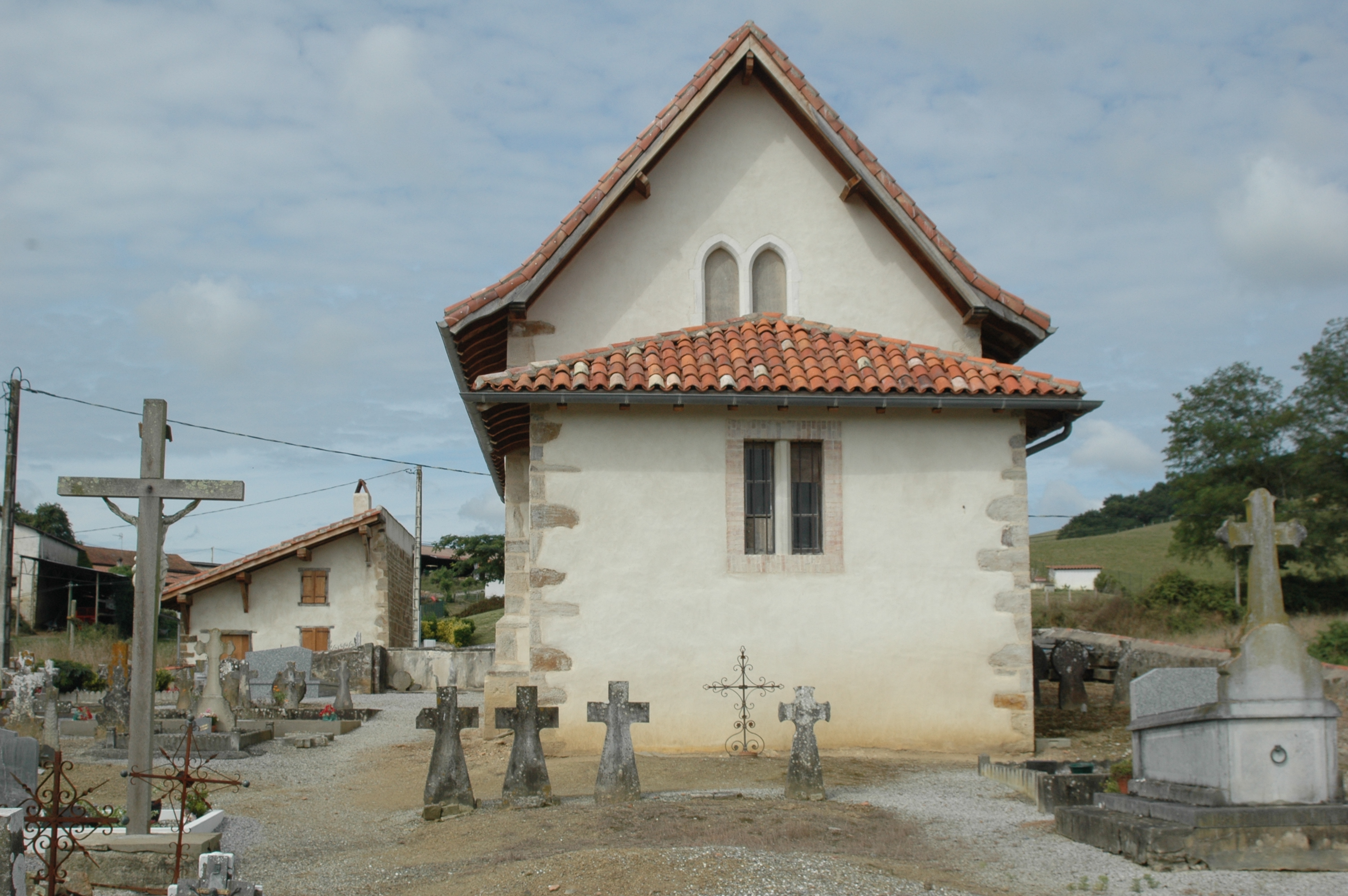
La chiesa di Succos con, sul fondo a sinistra, la sede del custode della chiesa (benoiterie) e il suo frontone.